# Troglonethes aurouxi
Troglonethes aurouxi är en kräftdjursart som beskrevs av Cruz 1991B. Troglonethes aurouxi ingår i släktet Troglonethes och familjen Trichoniscidae. Inga underarter finns listade i Catalogue of Life.